# УЕФА квалификације за Светско првенство у фудбалу за жене 2023 — група Г
Група Г, квалификационог такмичења УЕФА за Светско првенство у фудбалу за жене 2023. се састојала од шест репрезентација: Италија, Швајцарска, Румунија, Хрватска, Литванија и Молдавија. Састав девет група у квалификационој групној фази одређен је жребом одржаним 30. априла 2021. са тимовима који су били носиоци према рангу коефицијената.
Група се играла у кругу, као домаћин и у гостима, између 17. септембра 2021. и 6. септембра 2022. са паузом за Европско првенство за жене 2022. у јулу. Победнице група су се квалификовале на завршни турнир, док су другопласиране прочле у плеј-оф другог кола ако су биле једна од три најбоља другопласираних у свих девет група (рачунајући резултате против петопласиране екипе).

#### Група Г
| Pos | Тим        | О  | П | Н | И | ГД | ГП | ГР  | Бод. | Qualification                             |
| --- | ---------- | -- | - | - | - | -- | -- | --- | ---- | ----------------------------------------- |
| 1   | Италија    | 10 | 9 | 0 | 1 | 40 | 2  | +38 | 27   | Светско првенство у фудбалу за жене 2023. |
| 2   | Швајцарска | 10 | 8 | 1 | 1 | 44 | 4  | +40 | 25   | Плеј-оф                                   |
| 3   | Румунија   | 10 | 6 | 1 | 3 | 21 | 11 | +10 | 19   |                                           |
| 4   | Хрватска   | 10 | 3 | 1 | 6 | 6  | 18 | −12 | 10   |                                           |
| 5   | Литванија  | 10 | 1 | 2 | 7 | 7  | 35 | −28 | 5    |                                           |
| 6   | Молдавија  | 10 | 0 | 1 | 9 | 1  | 49 | −48 | 1    |                                           |

## Утакмице
Сва времена су CET/CEST, како наводи УЕФА (локална времена, ако се разликују, она су у загради).
| Италија                              | 3 . 0                           | Молдавија |
| ------------------------------------ | ------------------------------- | --------- |
| Ђирели 16’, 28’ (пен.) · Ђачинти 35’ | Извештај (ФИФА) Извештај (УЕФА) |           |

| Швајцарска                                       | 4 : 1                           | Литванија     |
| ------------------------------------------------ | ------------------------------- | ------------- |
| Лехман 15’ · Соу 33’ · Бахман 65’ · Фелмли 90+2’ | Извештај (ФИФА) Извештај (УЕФА) | Јонушаите 50’ |

| Румунија           | 2 : 0                           | Хрватска |
| ------------------ | ------------------------------- | -------- |
| Рус 12’ · Карп 32’ | Извештај (ФИФА) Извештај (УЕФА) |          |

| Хрватска | 0 : 5                           | Италија                                                          |
| -------- | ------------------------------- | ---------------------------------------------------------------- |
|          | Извештај (ФИФА) Извештај (УЕФА) | Гама 17’ · Ђачинти 31’, 47’ · Ђирели 50’ · Черноија 90+1’ (пен.) |

| Молдавија | 0 : 6                           | Швајцарска                                                                          |
| --------- | ------------------------------- | ----------------------------------------------------------------------------------- |
|           | Извештај (ФИФА) Извештај (УЕФА) | Црногорчевић 39’ (пен.) · Соу 41’ · Хум 42’ · Фелмли 44’ · Земаили 52’ · Лехман 87’ |

| Румунија                         | 3 : 0                           | Литванија |
| -------------------------------- | ------------------------------- | --------- |
| Чолаку 24’ (пен.) · Рус 36’, 76’ | Извештај (ФИФА) Извештај (УЕФА) |           |

| Италија                                     | 3 : 0                           | Хрватска |
| ------------------------------------------- | ------------------------------- | -------- |
| Черниоја 2’ · Ђирели 9’ (пен.) · Пироне 64’ | Извештај (ФИФА) Извештај (УЕФА) |          |

| Швајцарска                   | 2 : 0                           | Румунија |
| ---------------------------- | ------------------------------- | -------- |
| Црногорчевић 48’, 90’ (пен.) | Извештај (ФИФА) Извештај (УЕФА) |          |

| Литванија | 0 : 5                           | Италија                                                         |
| --------- | ------------------------------- | --------------------------------------------------------------- |
|           | Извештај (ФИФА) Извештај (УЕФА) | Черниоја 13’ · Пироне 23’ · Ђачинти 35’ · Гама 54’ · Карусо 83’ |

| Швајцарска                                                            | 5 : 0                           | Хрватска |
| --------------------------------------------------------------------- | ------------------------------- | -------- |
| Црногорчевић 8’ · Мариц 45+2’ · Бахман 82’, 90+1’ (пен.) · Ринаст 88’ | Извештај (ФИФА) Извештај (УЕФА) |          |

| Хрватска | 0 : 0                           | Литванија |
| -------- | ------------------------------- | --------- |
|          | Извештај (ФИФА) Извештај (УЕФА) |           |

| Италија      | 1 : 2                           | Швајцарска                |
| ------------ | ------------------------------- | ------------------------- |
| Бонансеа 60’ | Извештај (ФИФА) Извештај (УЕФА) | Соу 9’ · Црногорчевић 20’ |

| Румунија                             | 3 : 0                           | Молдавија |
| ------------------------------------ | ------------------------------- | --------- |
| Балачану 53’ · Чолаку 70’ · Карп 89’ | Извештај (ФИФА) Извештај (УЕФА) |           |

| Хрватска                                                     | 4 : 0                           | Молдавија |
| ------------------------------------------------------------ | ------------------------------- | --------- |
| Марковић 6’ · Ландека 35’ (пен.) · Лубина 65’ · Јеленчић 75’ | Извештај (ФИФА) Извештај (УЕФА) |           |

| Литванија | 0 : 7                           | Швајцарска                                                                 |
| --------- | ------------------------------- | -------------------------------------------------------------------------- |
|           | Извештај (ФИФА) Извештај (УЕФА) | Соу 3’, 31’, 37’ · Кивиц 12’ · Црногорчевић 34’ · Земаили 40’ · Фелмли 61’ |

| Румунија | 0 : 5                           | Италија                                                   |
| -------- | ------------------------------- | --------------------------------------------------------- |
|          | Извештај (ФИФА) Извештај (УЕФА) | Бонансеа 22’ · Ђирели 53’, 61’, 90+4’ (пен.) · Пироне 87’ |

| Молдавија | 0 : 1                           | Хрватска    |
| --------- | ------------------------------- | ----------- |
|           | Извештај (ФИФА) Извештај (УЕФА) | Љустина 31’ |

| Румунија  | 1 : 1                           | Швајцарска |
| --------- | ------------------------------- | ---------- |
| Фицај 42’ | Извештај (ФИФА) Извештај (УЕФА) | Кивик 77’  |

| Италија                                                                           | 7 : 0                           | Литванија |
| --------------------------------------------------------------------------------- | ------------------------------- | --------- |
| Карузо 2’, 45+1’ · Бергамаши 41’, 89’ · Черноја 61’ · Сабатино 86’ · Бонети 90+2’ | Извештај (ФИФА) Извештај (УЕФА) |           |

| Хрватска | 0 : 1                           | Румунија |
| -------- | ------------------------------- | -------- |
|          | Извештај (ФИФА) Извештај (УЕФА) | Геред 4’ |

| Литванија                                                           | 4 : 0                           | Молдавија |
| ------------------------------------------------------------------- | ------------------------------- | --------- |
| Лиужинаите 27’ (пен.), 45+1’ · Сабатаускаите 55’ · Лаздаускаите 60’ | Извештај (ФИФА) Извештај (УЕФА) |           |

| Швајцарска | 0 : 1                           | Италија    |
| ---------- | ------------------------------- | ---------- |
|            | Извештај (ФИФА) Извештај (УЕФА) | Ђирели 83’ |

| Молдавија | 0 : 4                           | Румунија                                                     |
| --------- | ------------------------------- | ------------------------------------------------------------ |
|           | Извештај (ФИФА) Извештај (УЕФА) | Чолаку 7’ · Реилен 67’ (а.г.) · Гедер 89’ · Владулеску 90+5’ |

| Молдавија | 1 : 1                           | Литванија        |
| --------- | ------------------------------- | ---------------- |
| Табур 77’ | Извештај (ФИФА) Извештај (УЕФА) | Лаздаускаите 25’ |

| Молдавија | 0 : 8                           | Италија                                                                        |
| --------- | ------------------------------- | ------------------------------------------------------------------------------ |
|           | Извештај (ФИФА) Извештај (УЕФА) | Ђулијано 26’ · Ђачинти 32’, 82’ · Карузо 38’, 64’, 78’, 90+6’ · Бонфантини 59’ |

| Литванија        | 1 : 7                           | Румунија                                                                |
| ---------------- | ------------------------------- | ----------------------------------------------------------------------- |
| Лаздаускаите 68’ | Извештај (ФИФА) Извештај (УЕФА) | Чолаку 2’ · Карп 3’ · Ватафу 21’ · Рус 23’, 52’ · Фицај 61’ · Марку 64’ |

| Хрватска | 0 : 2                           | Швајцарска                 |
| -------- | ------------------------------- | -------------------------- |
|          | Извештај (ФИФА) Извештај (УЕФА) | Бахман 53’ · Калигарис 65’ |

| Литванија | 0 : 1                           | Хрватска          |
| --------- | ------------------------------- | ----------------- |
|           | Извештај (ФИФА) Извештај (УЕФА) | Лажета 66’ (пен.) |

| Италија                  | 2 : 0                           | Румунија |
| ------------------------ | ------------------------------- | -------- |
| Ђаћинти 29’ · Боатин 74’ | Извештај (ФИФА) Извештај (УЕФА) |          |

| Швајцарска | 15 : 0                          | Молдавија |
| --- | ------------------------------- | --------- |
| Калигарис 2’, 62’ · Бахман 23’ · Бихлер 38’ · Соу 32’, 42’, 45’ · Ретелер 45+3’, 45+4’, 88’ · Земаили 53’, 75’, 81’ · Црногорчевић 57’, 78’ (пен.) | Извештај (ФИФА) Извештај (УЕФА) |           |

## Голгетерке
Укупно је постигнуто  119 голова у 30 утакмица, с просеком од 3.97 гола по утакмици.
9 голова
- Кумба Соу

8 голова
- Кристијана Ђирели
- Ана Марија Црногорчевућ

7 голова
- Аријана Карузо
- Валентина Ђачинти

5 голова
- Лаура Рус
- Рамона Бакман
- Риола Земаини

4 гола
- Валентина Черноја
- Михаела Чолаку

1 аутогол
- Еугенија Раилеан (Против Румуније)

## Белешке
1. ↑  CEST (УТЦ+2) за датуме између 28. марта и 31. октобра 2021. и између 27. марта и 30. октобра 2022., и CET (УТЦ+1) за све остале датуме.